# 쏫싸이 룽포텅
쏫싸이 룽포텅(태국어: สดใส รุ่งโพธิ์ทอง 1950년 5월 12일 ~ )는 태국의 남자 가수이다.

## 약력
- 1950년 5월 12일 - 태국, 사뭇쁘라깐주에서 태어났다.
- 1975년 - 가수로 업계에 들어갔다.
- 1997년 - RS프로모션에 가수로 업계에 들어갔다.
- 2018년 - 태국 국민발전 당 중의원 후보자가 되었다.[3][4]

## 작품

#### 앨범
- Sao Ngam Mueng Phichit (สาวงามเมืองพิจิตร)
- Rak Jang Thee Bang Bakong (รักจางที่บางปะกง)
- Bok Rak Fak Jai (บอกรักฝากใจ)
- Rao Khon Jon (เราคนจน)
- Rak Nong Phon (รักน้องพร)